# 仇 (姓)
仇（きゅう）は漢姓の一つ。『百家姓』の242番目の姓である。2020年の中華人民共和国の統計では人数順の上位100姓に入っておらず、現代では極稀な姓である。台湾の2018年の統計では262番目に多い姓で、912人がいる。

## 著名な人物
- 仇英 - 明の画家。
- 仇成 - 元末明初の軍人
- 仇保興 - 中華人民共和国の政治家。
- 仇洛斉 - 北魏の宦官
- 仇和 - 中華人民共和国の政治家。